# 8a Divisió de Cavalleria SS Florian Geyer
La 8a Divisió de Cavalleria SS Florian Geyer fou una divisió de cavalleria Waffen-SS. El març de 1944 va rebre el nom de Florian Geyer (1490-1525), un noble de Francònia que va liderar la Companyia Negra durant la Guerra dels Camperols.
La 8a Divisió fou creada el 1942 per a agrupar les primeres unitats de cavalleria Waffen-SS. El 40% dels efectius eren Volksdeutsche de Transsilvània i del Banat. El seu entrenament i reclutament es va veure implicat en la forta repressió de la revolta del ghetto de Varsòvia el 1943.
La divisió fou activa en el Front Oriental a àrees com Briansk i Vjasma, entre d'altres. També va actuar als Balcans, i finalment a Budapest, Hongria on hi fou anihilada per l'Exèrcit Roig.

## Comandants
- SS-Brigadeführer Gustav Lombard (Març de 1942 - Abril de 1942)
- SS-Gruppenführer Hermann Fegelein (Abril de 1942 - Agost de 1942)
- SS-Obergruppenführer Wilhelm Bittrich (Agost 1942 - 15 de febrer de 1943)
- SS-Brigadeführer Fritz Freitag (15 de febrer de 1943 - 20 d'abril de 1943)
- SS-Brigadeführer Gustav Lombard (20 d'abril de 1943 - 14 de maig de 1943)
- SS-Gruppenführer Hermann Fegelein (14 de maig de 1943 - 13 de setembre de 1943)
- SS-Gruppenführer Bruno Streckenbach (13 de setembre de 1943 - 22 de gener de 1943)
- SS-Gruppenführer Herman Fegelein (22 de gener de 1943 - 1 de gener de 1944)
- SS-Gruppenführer Bruno Streckenbach (1 de gener de 1944 - 14 d'abril de 1944)
- SS-Brigadeführer Gustav Lombard (14 d'abril de 1944 - 1 de juliol de 1944)
- SS-Brigadeführer Joachim Rumohr (1 de juliol de 1944 - 11 de febrer de 1945)